# 吡啶-3,5-二甲酸
吡啶-3,5-二甲酸是一种有机化合物，化学式为C7H5NO4。
它微溶于水和乙醚。在323°C熔化，其熔点在所有吡啶二甲酸中最高，熔化时发生脱羧反应：